# Reem Alabali-Radovan
Reem Alabali-Radovan (Moszkva, 1990. május 1.) német szociáldemokrata politikus, 2025-tőól Németország gazdasági együttműködési és fejlesztési minisztere.

## Életpályája
Alabali-Radovan szülei Irakból származnak. Míg a szülők Moszkvában mérnököt tanultak, Alabali-Radovan 1990-ben született. 1996 közepén a család onnan jött Mecklenburg-Elő-Pomerániaba, ahol menedékjogot kapott. 2013 -ban a Szabad Berlini Egyetemen politológiában végzett tanulmányait. Majd Berlinben és Schwerinben dolgozott.
2021-ben a német Bundestag tagja lett.